# Alexander Marshack
Alexander Marshack, né le 4 avril 1918 à New York (dans le Bronx) et mort le 20 décembre 2004 à New York (à Manhattan), est un archéologue, préhistorien et chercheur indépendant américain, spécialiste du Paléolithique supérieur. Il a travaillé pendant de nombreuses années pour le magazine américain Life, avant de s'orienter vers l'archéologie préhistorique.

## Biographie
Alexander Marshack a obtenu une licence en journalisme du City College of New York. Il a travaillé pendant de nombreuses années pour le magazine américain Life.
Bien que dépourvu de doctorat (PhD), Marshack a été embauché en 1963 comme chercheur associé par le musée Peabody d'archéologie et d'ethnologie de l'université Harvard, grâce au soutien du chercheur américain Hallam Movius, ce qui lui a permis d'accéder aux collections archéologiques publiques et de l'université, non accessibles sans accréditation.
Il s'est fait connaitre du grand public par la publication en 1972 de l'ouvrage Les racines de la civilisation, où il proposait la théorie controversée selon laquelle les séries d'entailles incisées relevées sur certains ossements du Paléolithique supérieur trouvés en France étaient les traces d'un système de calendrier lunaire préhistorique notant l'écoulement du temps.
Par l'analyse au microspcope, Marshack suggérait que des entailles sur ossements à première vue aléatoires pouvaient parfois être interprétées comme des séries structurées de nombres. Par exemple, une plaque en os trouvée dans la grotte de Thaïs, dans la Drôme, en France, datée d'environ 12 000 ans avant le présent, montre des séries de 29 entailles, suggérant une correspondance avec le cycle lunaire.
Avant les recherches de Marshack, la plupart des préhistoriens du Paléolithique supérieur en France se focalisaient sur l'art préhistorique, et notamment l'art pariétal, et accordaient peu d'attention aux marques figurant sur des ossements ou des plaques en pierre trouvés sur les mêmes sites
Le travail de Marshack a d'abord été critiqué comme une surinterprétation de certains artéfacts controversés. Cependant, son travail a eu un impact majeur sur l'étude de cette période. En 2009, un livre a été publié en son honneur avec des contributions de nombreux spécialistes de la période.
Alexander Marshack est mort en décembre 2004.

## Publications
- Alexander Marshack, The World in Space, éd. Dell / Laurel, 1958
- Alexander Marshack, The Roots of Civilization: the Cognitive Beginning of Man’s First Art, Symbol and Notation, New York, McGraw-Hill, 1972
- Alexander Marshack, The Taï plaque and calendrical notation in the Upper Paleolithic, Cambridge Archaeological Journal, volume 1, p.25-61, 1991